# Vir, Nikšić
Vir este un sat din comuna Nikšić, Muntenegru. Conform datelor de la recensământul din 2003, localitatea are 905 locuitori (la recensământul din 1991 erau 838 de locuitori).

## Demografie
În satul Vir locuiesc 691 de persoane adulte, iar vârsta medie a populației este de 36,6 de ani (34,9 la bărbați și 38,4 la femei). În localitate sunt 238 de gospodării, iar numărul mediu de membri în gospodărie este de 3,80.
Populația localității este foarte eterogenă.
|  |

| Demografie | Demografie | Demografie |
| An         | Locuitori  | Locuitori  |
| ---------- | ---------- | ---------- |
|            |            |            |
|            |            |            |
|            |            |            |
|            |            |            |
| 1948       | 375        |            |
| 1953       | 566        |            |
| 1961       | 541        |            |
| 1971       | 570        |            |
| 1981       | 758        |            |
| 1991       | 838        | 806        |
| 2003       | 947        | 905        |

| \| Componența etnică conform recensământului din 2003[2] \| Componența etnică conform recensământului din 2003[2] \| Componența etnică conform recensământului din 2003[2] \| Componența etnică conform recensământului din 2003[2] \| Componența etnică conform recensământului din 2003[2] \| \| ----------------------------------------------------- \| ----------------------------------------------------- \| ----------------------------------------------------- \| ----------------------------------------------------- \| ----------------------------------------------------- \| \| \| \| \| \| \| \| Muntenegreni \| Muntenegreni \| \| 515 \| 56,9% \| \| Sârbi \| Sârbi \| \| 307 \| 33,92% \| \| Iugoslavi \| Iugoslavi \| \| 2 \| 0,22% \| \| necunoscută \| necunoscută \| \| 3 \| 0,33% \| |              |  |     |        |
| Componența etnică conform recensământului din 2003 |              |  |     |        |
| |              |  |     |        |
| Muntenegreni | Muntenegreni |  | 515 | 56,9%  |
| Sârbi | Sârbi        |  | 307 | 33,92% |
| Iugoslavi | Iugoslavi    |  | 2   | 0,22%  |
| necunoscută | necunoscută  |  | 3   | 0,33%  |